# Paisatge prop de Figueres
Paisatge prop de Figueres (1910) és una de les primeres pintures conegudes del pintor empordanès Salvador Dalí. La va fer quan tenia uns sis anys. Té importància sobretot per la seva significació simbòlica.
Les primeres influències de Dalí li van arribar del moviment impressionista. Aquesta obra n'és un exemple. En els deu anys posteriors va utilitzar de manera creixent colors brillants i lluminosos, fins que a partir dels anys vint va començar les composicions cubistes i surrealistes.
Paisatge prop de Figueres és una pintura a l'oli feta damunt una postal de 14 × 9 cm. A la zona superior de les muntanyes hi ha molt poca pintura, de manera que es trasllueix el dibuix de la postal de sota. Aquesta petita obra forma part de la col·lecció particular de l'expert dalinià Albert Field (Queens, Nova York).